# Women's Suffrage League

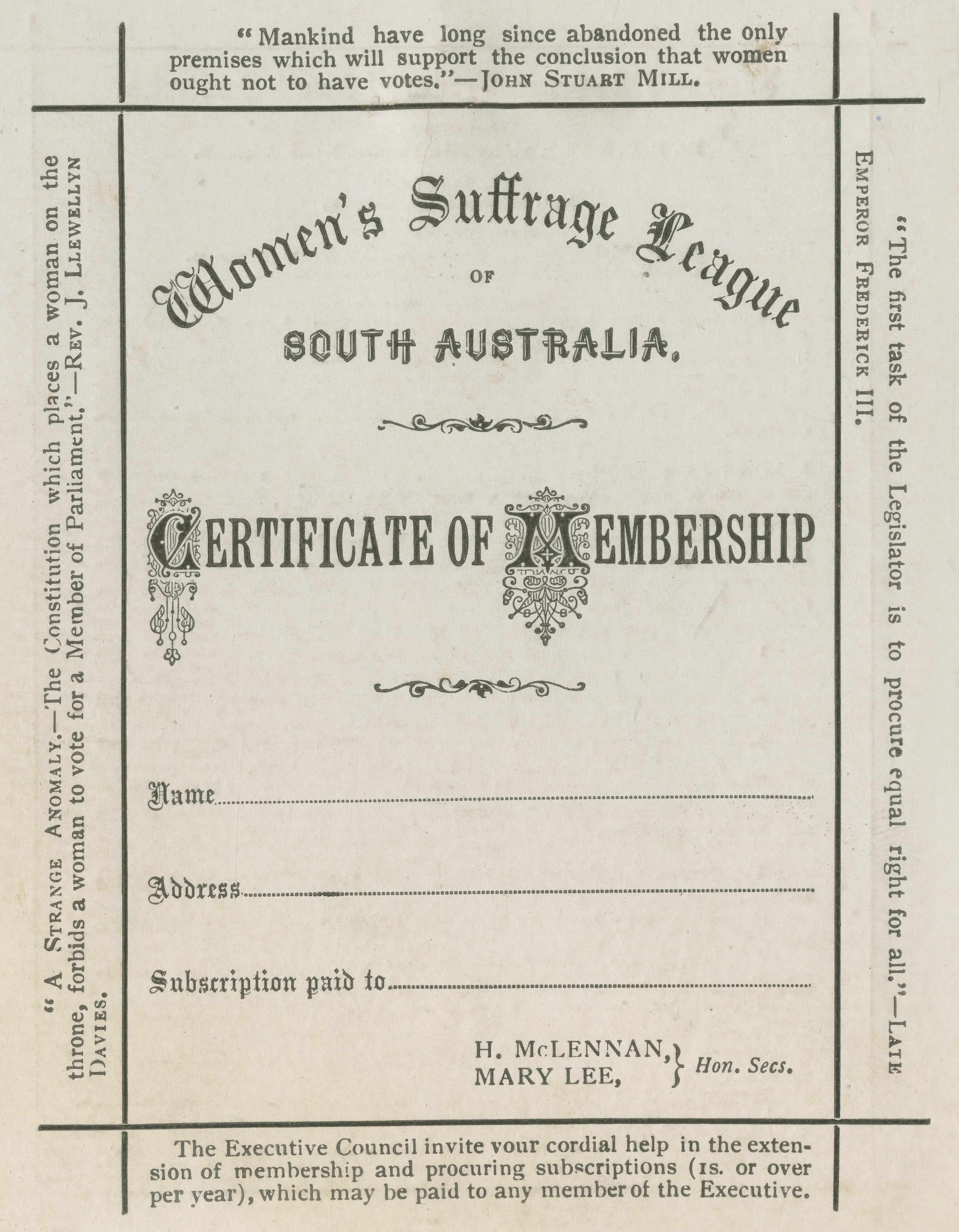
Women's Suffrage League of South Australia

Women's Suffrage League, är en organisation för kvinnors rättigheter i Australien, grundad 1888. 
Den ledde rörelsen för kvinnlig rösträtt i delstaten South Australia. Delstaten införde kvinnlig rösträtt 1894, vilket var den första i Australien. 